# Christoph August Heumann
Pour les articles homonymes, voir Heumann.
Christoph August Heumann est un polygraphe allemand, né à Allstedt, le 3 août 1681, et mort le 1er mai 1764.
En 1709, il devint inspecteur du séminaire de théologie d'Eisenach et en 1717, professeur à Gœttingue ; en 1734, lors de l'organisation de l'université de cette ville, il y passa comme professeur de théologie.

## Œuvres
Son principal titre est la publication des 
- Acta philosophorum (Halle, 1715-28, 3 vol.)

Citons aussi 
- Conspectus reipublicæ litterariæ (Hanovre, 1719, réédité en 1763) et
- Erklärung der Neuen Testaments (Hanovre, 12 vol.).